# Florence and the Machine
Florence and the Machine (estilizado como Florence + the Machine) é uma banda britânica de indie rock, liderada pela vocalista Florence Welch, com a contribuição dos musicistas Isabella Summers, Tom Monger, Robert Ackroyd, Christopher Lloyd Hayden, Mark Saunders e Rusty Bradshaw. Desde que surgiu, a banda foi muito bem recebida pela mídia, e então emergiu lentamente para o sucesso mainstream.
O álbum de estreia da banda, intitulado Lungs, foi lançado em 6 de julho de 2009 e foi um enorme sucesso comercial na Inglaterra. Em outubro de 2011, Florence lançou seu segundo álbum, Ceremonials, que estreou em primeiro lugar no Reino Unido e em sexto lugar nos Estados Unidos. Em 29 de maio de 2015, a banda lançou seu terceiro álbum de estúdio, How Big, How Blue, How Beautiful, que, assim como o seu predecessor, estreou no topo das paradas britânicas e foi o primeiro da banda a atingir o topo da Billboard 200 nos Estados Unidos.
O som de Florence and the Machine é descrito como uma combinação de vários gêneros, incluindo rock e soul. Lungs venceu o prêmio MasterCard British Album award no BRIT Awards de 2010. No 53º Grammy Awards, recebeu uma nomeação na categoria Artista Revelação. Pelo álbum Ceremonials, a banda foi indicada ao Grammy de Performance Pop Duo ou Grupo, pela música "Shake It Out", e Melhor Álbum Vocal de Pop.

## História

### 2007-08: Formação e primeiros anos
O nome de Florence and the Machine é atribuído à antiga colaboração das amigas Florence Welch e Isabella Summers. Florence e Isabella se apresentaram juntas durante um tempo com o nome de Florence Robot/Isa Machine. De acordo com Welch, "O nome Florence and the Machine começou como uma piada interna que acabou saindo do controle. Eu fazia música com minha amiga, conhecida como Isabella Machine, enquanto eu era Florence Robot. Quando faltava cerca de uma hora para a minha primeira apresentação, eu ainda não tinha um nome, então eu pensei 'Ok, eu serei Florence Robot/Isa Machine', antes de notar que o nome era tão grande que me deixaria louca."
Junto com Isabella Summers (teclado), a banda atual inclui os musicistas Tom Monger (harpa), Robert Ackroyd (guitarra), Chris Hayden (bateria), Mark Saunders (baixo e percussão), e Rusty Bradshaw (piano). No passado, Florence elogiou a banda Machine por entender perfeitamente seu processo criativo, dizendo "Eu tenho trabalhado com eles por um logo tempo e eles conhecem meu estilo, sabem como eu componho, e sabem o que eu quero."
Em 2007, Florence gravou os vocais para uma banda chamada Ashok, que lançou um único álbum, intitulado Plans. Esse álbum incluía a primeira versão de seu futuro single Kiss With a Fist, que, neste ponto, se chamava "Happy Slap". Ela assinou um contrato com a banda Ashok através de um empresário, mas, sentindo que ela estava "na banda errada", voltou atrás e cancelou o contrato. Florence and the Machine tem como empresária Mairead Nash (parte do duo de DJs Queens of Noize), que decidiu trabalhar com ela após uma bêbada Florence a seguir até um banheiro de uma boate e cantar a música "Something's Got a Hold on Me" de Etta James para ela.

### 2008-10:Lungs

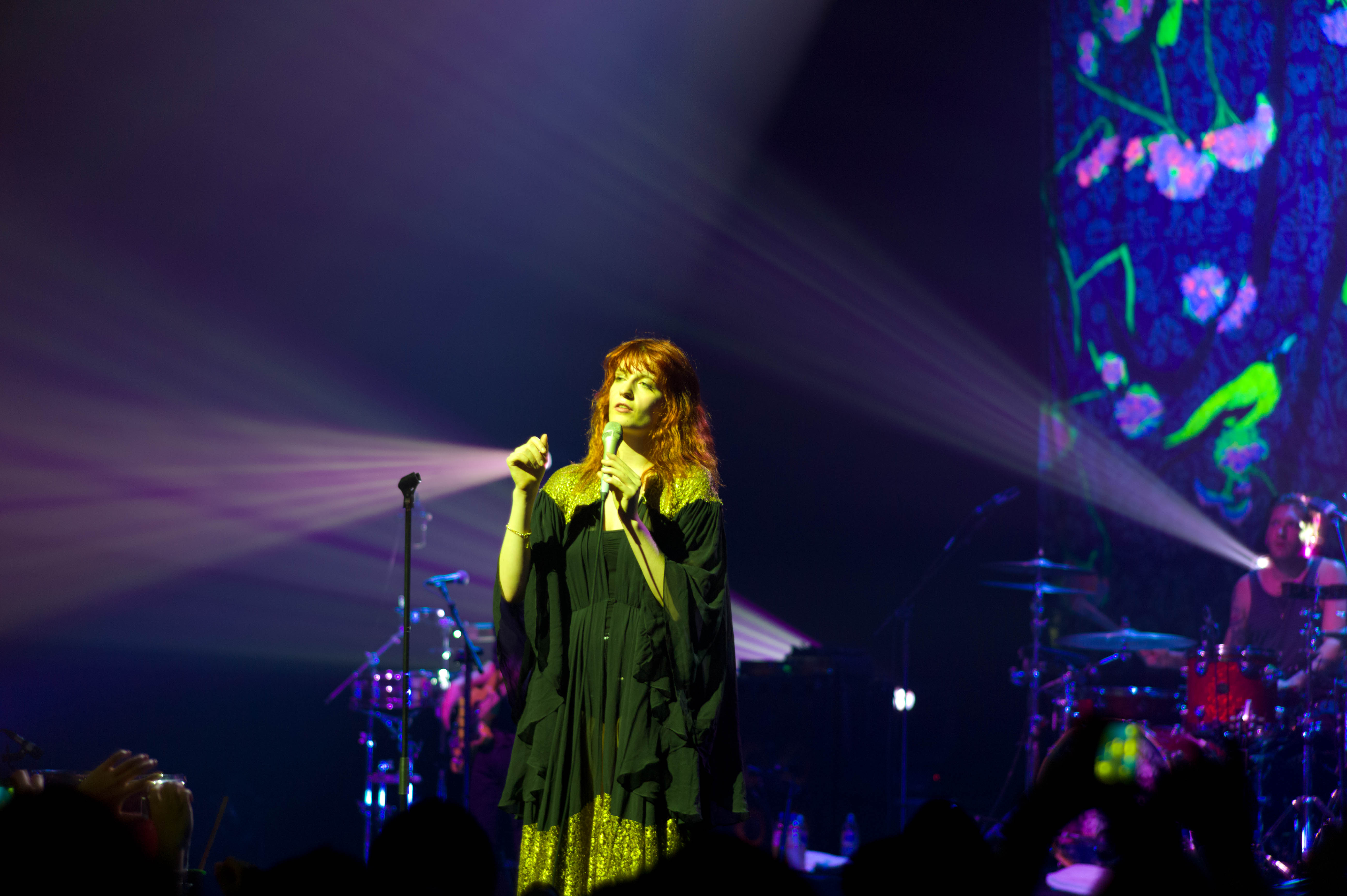
Vocalista Florence Welch performando em Singapura, 2010.

A banda lançou seu primeiro álbum, Lungs, no Reino Unido em 6 de Julho de 2009. O álbum foi produzido por James Ford, Paul Epworth, Steve Mackey e Charlie Hugall. Grande parte do material do álbum foi escrita como fruto de um término de namoro temporário com o antigo namorado de Florence. A cantora disse "Ele prefere que eu não fale sobre isso. É engraçado depois de cantar sobre isso." O álbum foi lançado oficialmente num concerto no Rivoli Ballroom em Brockley, sudeste de Londres. Conseguiu o número 1 no Reino Unido. Até agosto de 2009, o álbum já havia vendido mais de 100.000 cópias no Reino Unido e ficado em 2º lugar durante cinco semanas seguidas. Seguindo o lançamento para download nos Estados Unidos, em 25 de julho de 2009, Lungs estreou na posição 17 na parada da Billboard Heatseekers Albums, mais tarde atingindo o primeiro lugar. O álbum físico foi lançado nos Estados Unidos no dia 20 de outubro de 2009, e atingiu a posição 14 na Billboard 200.
O álbum projetou Florence para o mainstream internacional aos poucos, gerando seis singles oficiais: Kiss With a Fist, Dog Days Are Over, Rabbit Heart (Raise It Up), Drumming Song, You've Got The Love, cover de Candi Staton, e Cosmic Love, todos com seus respectivos videoclipes oficiais. Dog Days Are Over recebeu dois videoclipes diferentes, enquanto Hurricane Drunk ganhou um vídeo que não foi lançado oficialmente pela banda, pelo fato de o então futuro single ter sido substituído por Dog Days Are Over. Em 2010, a banda gravou uma canção chamada Heavy in Your Arms para trilha sonora do filme Eclipse da Saga Crepúsculo, que tornou-se um de seus maiores sucessos. A música foi incluída no relançamento de Lungs, Between Two Lungs, que chegou às lojas em novembro de 2010.
O álbum foi seguido por sua turnê oficial, a Lungs Tour, que durou de fevereiro de 2008 até julho de 2011, e passou por grandes festivais como o Festival de Glastonbury e o Coachella Festival.

### 2011-13:Ceremonials

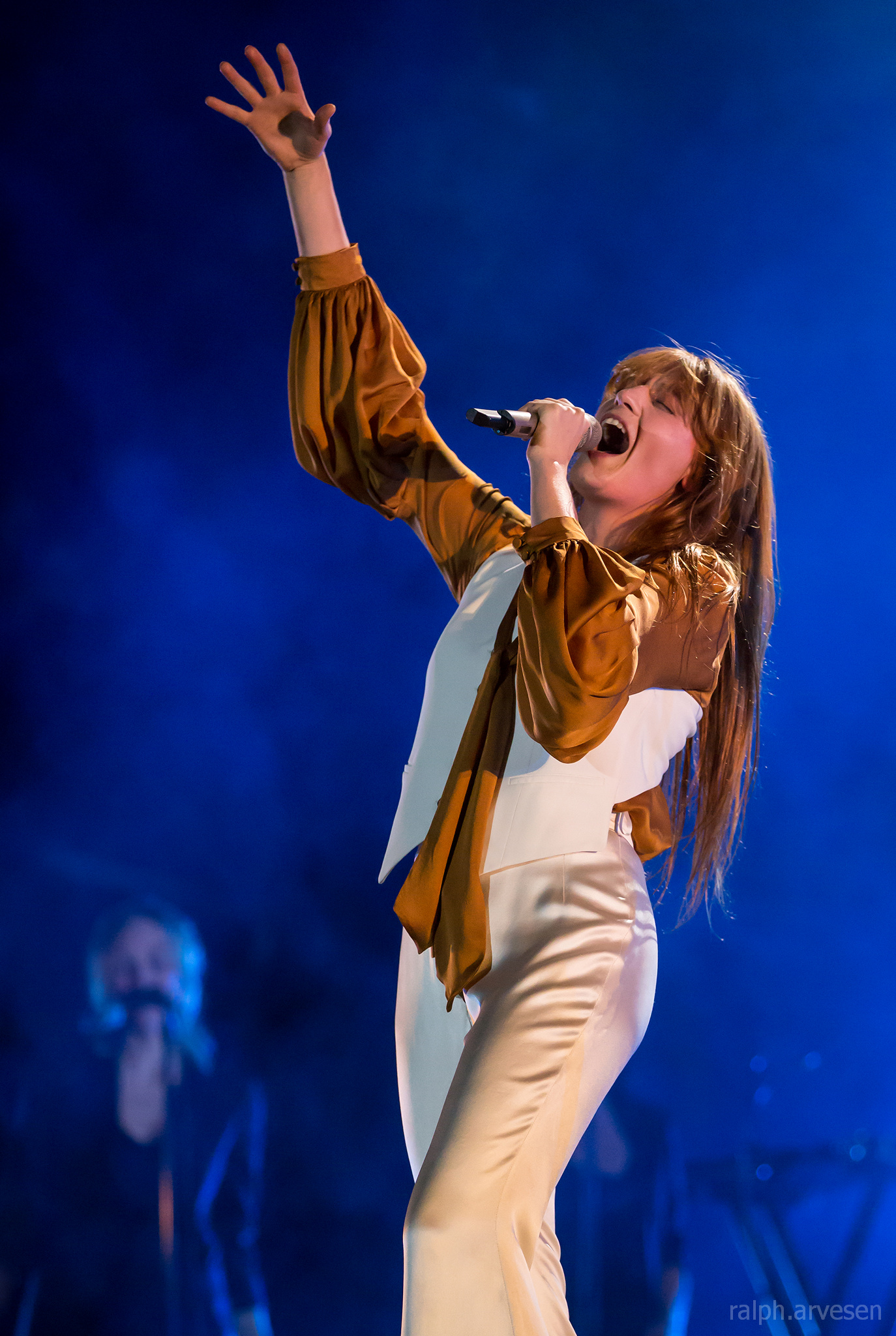
Florence se apresentando em 2015.

O segundo álbum, Ceremonials, foi lançado oficialmente em 31 de outubro de 2011, e tornou-se um sucesso imediato, atingindo o número 1 no UK Albums Chart e número 6 na Billboard 200. O álbum rendeu duas indicações ao Grammy Awards de 2012, por Melhor Álbum Vocal Pop e Melhor Performance de Grupo/Duo pelo single Shake it Out.
O álbum recebeu grande dedicação de Florence no processo de gravação, e foi descrito pela vocalista como uma melhor versão de Lungs, "mais obscura, mais pesada, com grandes tambores, grandes baixos e como um som mais amplo e completo". A produção ficou a cargo de Paul Epworth, James Ford, Charlie Hugall, Ben Roulston, Isabella Summers e Eg White. O álbum gerou cinco singles: Shake It Out, No Light, No Light, Never Let Me Go, Spectrum (Say My Name) e Lover to Lover e um single promocional: What the Water Gave Me.
Sua respectiva turnê, Ceremonials Tour, foi iniciada em outubro de 2011, e seguiu até setembro de 2013, tendo como últimos shows os concertos no Coke Live 2013, na Polônia, e no Rock in Rio 2013, no Rio de Janeiro. Porém, a banda voltou a se apresentar com a turnê em junho de 2014 no Orange Warsaw Festival, na Polônia.

### 2014-16:How Big, How Blue, How Beautiful
Após o ciclo do disco Ceremonials terminar em uma série de shows pelo mundo, Florence afirmou que começaria um novo projeto. No dia 4 de junho de 2014, ela contou em uma entrevista para a revista britânica NME que o seu terceiro trabalho de estúdio estava "nos trilhos". Em janeiro de 2015, um site de fãs publicou uma foto mostrando o próximo álbum de Florence e Machine sendo misturado em um estúdio de gravação. Em 9 de fevereiro, a banda tocou todas as músicas do novo álbum, entre elas "Ship to Wreck", "Caught", "Delilah" e o primeiro single do álbum, "What Kind of Man" em um show privado em Londres. No dia seguinte, em 10 de Fevereiro, a banda lançou um vídeo musical curto para a faixa-título de seu álbum de estúdio, How Big, How Blue, How Beautiful,  que também atuou como o teaser oficial do álbum, dirigido por Tabitha Denholm e Vincent Haycock e filmado no México. O single e o álbum estavam disponíveis para pré-encomenda posteriormente em todas as lojas de música on-line populares. O vídeo da música é apenas menos de 3 minutos, em comparação com a versão de 5 minutos do álbum da faixa. No dia 12 de fevereiro, o primeiro single do álbum, "What Kind of Man", foi revelado no programa BBC Radio 1 de Zane Lowe. Seguido do lançamento de um vídeo musical naquele dia no canal Vevo da banda via YouTube. O primeiro single do álbum "What Kind of Man" foi revelado no programa BBC Radio 1 de Zane Lowe, seguido do lançamento de um vídeo musical mais tarde naquele dia no canal vevo da banda via YouTube.
A banda lançou um vídeo musical de outra faixa chamada "St. Jude" em 23 de março, coreografado por Ryan Heffington e dirigido por Vincent Haycock, continuando a narrativa do vídeo anterior de What Kind of Man. Em 8 de abril, o segundo single do álbum intitulado  ''Ship to Wreck" estreou no programa Huw Stephens' na BBC Radio 1. O vídeo da música que o acompanha foi lançado uma semana depois, em 13 de Abril, continuando a história de dois últimos vídeos. Em 19 de maio, o DJ Annie Mac revelou outra nova canção do disco em seu programa de rádio BBC no nome "Delilah".
O álbum foi lançado em 29 de maio na Alemanha, 1 de junho no Reino Unido e 2 de junho nos Estados Unidos. Uma versão Deluxe do álbum contendo 5 faixas adicionais foi lançado em 13 de maio de 2015.  O álbum estreou no número três na UK Albums Chart e estreou no número um no Billboard 200 dos EUA. O álbum ganhou cinco indicações na 58 ª Anual Grammy Awards.
A banda foi confirmada em numerosos festivais europeus no Verão de 2015, incluindo Way Out West na Suécia, Super Bock Super Rock em Portugal e Rock Werchter na Bélgica, entre outros.
Em 2016, Florence and the Machine gravaram um Cover da clássica da canção "Stand by Me" de Ben E. King em 1961, que foi destaque como o tema principal do videogame Final Fantasy XV. Foi estreado durante o evento "Uncovered: Final Fantasy XV" em 30 de março de 2016. Em 12 de agosto de 2016, a banda lançou Songs from Final Fantasy XV, junto com o Cover Stand by Me e "I Will Be" e "Too Much Is Never Enough", músicas que apareceram no jogo, sendo "I Will Be" e "Too Much Is Never Enough" músicas originais da banda.
A banda contribuiu com uma canção para o filme de Tim Burton em 2016, O Lar das Crianças Peculiares intitulado "Wish That You Were Here", lançado como single em 26 de agosto de 2016.

### 2017-presente:High As Hope
Em 18 de abril de 2017, Nathan Willet, o vocalista da Cold War Kids, deu a entender em uma entrevista concedida ao site chamado Wicked Childd que o quarto álbum da banda está nas obras, expressando que ele havia colaborado com Welch. A notícia foi confirmada pela própria Welch em 27 de maio de 2017, através da entrevista para o Daily Telegraph. Um insider disse ao jornal The Sun que Mark Ronson, conhecido pelo hit "Uptwon Funk", trabalhou na produção do álbum.
Em 28 de fevereiro de 2018, Christopher Lloyd Hayden anunciou via Instagram que ele havia se separado da banda.
Em março de 2018, o site holandês Record Store Day revelou que um novo single da banda seria lançado em 21 de abril de 2018, intitulado "Sky Full of Song".
Após "Sky full of Song", Florence lançou o vídeo da música "Hunger", outro grande sucesso  e "Big God" com uma melodia mais forte e um vídeo intenso sobre sentimentos reprimidos e a sensação de se libertar dos mesmos.
Segundo um tuíter de The Standom, o álbum, intitulado High As Hope, foi lançado em 29 de Junho e inclui dez músicas. O álbum foi um sucesso de público e crítica.
Em setembro de 2018 Florence lançou o quarto vídeo deste álbum, "South London Forever" Este é um álbum bastante pessoal com canções como "Grace" dedicada à irmã de Florence  e também Patricia dedicada a cantora Patti Smith por quem Florence tem grande admiração.

## Apresentações

### Em Portugal
Apresentaram-se em Portugal em Março de 2010 num concerto completamente lotado na Aula Magna.
No mesmo ano voltaram a Portugal no festival Optimus Alive 2010. Estava previsto um concerto em 2012 no mesmo festival que acabou por ser cancelado devido ao estado de saúde da vocalista. Desta forma, o seu segundo álbum não foi apresentado ao vivo em território português. O álbum Lungs alcançou o Top 10 no Top Nacional de Vendas (posição 8).

### No Brasil
Em novembro de 2011, a banda foi confirmada no Summer Soul Festival, que aconteceu em janeiro de 2012,  apresentando-se pela primeira vez no país. As cidades que receberam os shows foram: São Paulo, no dia 24 de janeiro, no Complexo do Anhembi, Rio de Janeiro, no dia 27 de janeiro, no HSBC Arena e Florianópolis, dia 28 de janeiro, no Stage Music Park.
Também em 2011, foi realizado o MTV Unplugged – A Live Album, por volta do fim do ano em Nova Iorque. Porém, esta apresentação só foi exibida a partir de 23 de junho de 2012 na MTV Brasil.
A banda se apresentou na edição de 2013 do Rock in Rio, no Rio de Janeiro, ao lado de Capital Inicial, 30 Seconds to Mars e Muse. Logo após a apresentação, os dois álbuns lançados da banda, Lungs e Ceremonials subiram direto para o TOP10 do iTunes Brasil.
Em Março de 2016 a banda voltou ao Brasil, para um show no festival Lollapalooza, em São Paulo, no dia 13 de Março e no Rio de Janeiro no dia 14 de Março no Metropolitan Hall.

## Integrantes
- Florence Welch - voz
- Isabella Summers - teclado
- Robert Ackroyd - guitarra
- Mark Saunders - baixo e percussão
- Christopher Lloyd Hayden - bateria
- Rusty Bradshaw - piano
- Tom Monger - harpa

## Discografia
- Lungs (2009)
- Ceremonials (2011)
- How Big, How Blue, How Beautiful (2015)
- High As Hope (2018)
- Dance Fever (2022)
- Everybody Scream (2025)

## Performances
Florence and the Machine começou tocar um punhado de shows em Londres e em torno dele. Em maio de 2008, eles apoiaram uma turnê do MGMT na Europa.  A BBC desempenhou um papel importante em Florence and the machine para a proeminência, promovendo-a como parte da BBC Introdução.  Isto levou-os a tocar em festivais de música em 2008, incluindo Glastonbury, Reading and Leeds e Bestival. Florence and the machine também fizeram parte do Shockwaves NME Awards Tour 2009 em janeiro e fevereiro.
O grupo apoiou o UK Teenage Cancer Trust, apresentando-se em um concerto para a instituição de caridade no Royal Albert Hall de Londres, em março de 2009. Florence and the Machine apoiou Blur para o seu regresso de 26 de Junho na MEN Arena em Manchester. Eles tocaram no Lovebox Festival em 18 e 19 de julho.

## Principais prêmios

### Brit Awards
| Ano  | Trabalho nomeado         | Prêmio                        | Resultado |
| ---- | ------------------------ | ----------------------------- | --------- |
| 2009 | Florence and the Machine | Escolha dos Críticos          | Venceu    |
| 2010 | Florence and the Machine | Melhor Nova Artista Britânica | Indicado  |
| 2010 | Florence and the Machine | Artista Revelação Britânica   | Indicado  |
| 2010 | Lungs                    | Álbum Britânico do Ano        | Venceu    |
| 2011 | "You've Got the Love"    | Single britânico do Ano       | Indicado  |
| 2012 | Florence and the Machine | Melhor artista feminina       | Indicado  |
| 2012 | Ceremonials              | Álbum do ano                  | Indicado  |

### Grammy Awards[57]
| Ano  | Trabalho nomeado                                  | Prêmio                                   | Resultado |
| ---- | ------------------------------------------------- | ---------------------------------------- | --------- |
| 2011 | Florence and the Machine                          | Artista Revelação                        | Indicado  |
| 2013 | Ceremonials                                       | Melhor Álbum Pop Vocal                   | Indicado  |
| 2013 | "Shake It Out"                                    | Melhor Colaboração Pop/Performance Vocal | Indicado  |
| 2016 | How Big, How Blue, How Beautiful                  | Melhor Álbum Pop Vocal                   | Indicado  |
| 2016 | "What Kind Of Man"                                | Melhor Performance Rock                  | Indicado  |
| 2016 | "What Kind Of Man"                                | Melhor Canção Rock                       | Indicado  |
| 2016 | How Big, How Blue, How Beautiful (Deluxe Edition) | Melhor Pacote de Gravação                | Indicado  |
| 2016 | "Ship To Wreck"                                   | Melhor Performance de Duo/Grupo Pop      | Indicado  |

### MTV

#### MTV Europe Music Awards
| Ano  | Trabalho nomeado         | Prêmio                                 | Resultado |
| ---- | ------------------------ | -------------------------------------- | --------- |
| 2009 | Florence and the Machine | Artista Revelação Britânico e Irlandês | Indicado  |

#### MTV Video Music Awards
| Ano  | Trabalho nomeado    | Prêmio                             | Resultado |
| ---- | ------------------- | ---------------------------------- | --------- |
| 2010 | "Dog Days Are Over" | Clipe do Ano                       | Indicado  |
| 2010 | "Dog Days Are Over" | Melhor Video de Rock               | Indicado  |
| 2010 | "Dog Days Are Over" | Melhor Direção de Arte em um Vídeo | Venceu    |
| 2010 | "Dog Days Are Over" | Melhor Cinematografia em um Vídeo  | Indicado  |